# Librigenae

Głowa trylobita. Librigenae oznaczone na fioletowo

Librigenae (l.p. librigena) – części głowy trylobitów.
Librigenae to wolne części policzków, odseparowane od fixigenae i tym samym cranidium za pomocą szwów twarzowych. Ulegały one oddzieleniu w trakcie wylinki zwierzęcia, w przeciwieństwie do przyrośniętych do glabellum fixigenae. Na wewnętrznych krawędziach librigenae położone są oczy, przylegające do wyniesionych pól palpebralnych fixigenae.